# 鍾沛林
鍾沛林，OBE，GBS，JP（1940年10月11日—2025年7月3日），香港政治及法律界人士，律師事務所合夥人，鍾沛林律師行創辦人，原籍廣東東莞。生於香港。 

## 背景
鍾沛林早年在香港島西營盤長大，就讀該區的西南中學（小學部、1952年小六），繼而在1957年畢業於當時位於堅道128號、現已停辦的聖約翰英文書院。他後來於1958年報讀官立文商專科學校，1960年加入香港政府當香港公務員，先後於工商署任職海關副督察、高級督察及升任海關任主控官。之後曾經前往美國華盛頓參加國際禁毒訓練課程，亦代表香港海關往日本考察。1976年考獲倫敦大學校外法律系學位。鍾沛林在獲得香港政府法律獎學金之後繼續進修，修讀香港大學學士後法律文憑課程。修畢之後於律政司署實習，之後升任助理檢察官。
及至1979年，鍾沛林離職政府，轉為任職於律師樓，後來合資創立律師行，成為律師。他活躍於法律界時期，亦經常參與公職。既於1985年3月獲選為深水埗區議員，又於1985年9月獲選為香港立法局議員。參政之後參與過航空顧問委員會、農業顧問委員會、土地建設委員會等合共7個政府諮詢委員會的委員崗位。基於對公共服務有貢獻，他於1989年1月16日獲委任為太平紳士，1991年獲頒授大英帝國官佐勳章。2005年獲特區政府頒授銀紫荊星章，2012年獲頒授金紫荊星章。在政界和法律界以外，鍾沛林還涉足商界，是數間上市公司的非執行董事，包括周生生集團國際有限公司、爪哇控股有限公司 以及連達科技控股有限公司 。